# 尾斑盔魚
尾斑盔魚（学名：Coris caudimacula），又名尾斑鸚鯛、柳冷仔，为輻鰭魚綱鱸形目隆頭魚亞目隆頭魚科盔魚屬下的一个种，分布於印度洋區，從紅海、東非至澳洲西北部海域，棲息深度1-57公尺，體長可達20公分，棲息在海草生長茂盛的沙底質海域，以片腳類、多毛類、腹足類等為食，可作為觀賞魚。